# كينيث بي. لي
كينيث بي. لي (بالإنجليزية: Kenneth B. Lee)‏ هو سياسي أمريكي، ولد في 23 يناير 1922 في الولايات المتحدة، وتوفي في 23 ديسمبر 2010 في ويليامسبورت في الولايات المتحدة بسبب ورم ميلانيني. حزبياً، نشط في الحزب الجمهوري. وقد انتخب List of speakers of the Pennsylvania House of Representatives ‏ وانتخب عضو مجلس نواب بنسيلفانيا.